# إليزابيث ويلش
إليزابيث ويلش (بالإنجليزية: Elisabeth Welch) هي مغنية وممثلة أمريكية، ولدت في 27 فبراير 1904 في إنغلوود في الولايات المتحدة، وتوفيت في 15 يوليو 2003 في لندن في المملكة المتحدة.

## وصلات خارجية
- إليزابيث ويلش على موقع IMDb (الإنجليزية)
- إليزابيث ويلش على موقع ميوزك برينز (الإنجليزية)
- إليزابيث ويلش على موقع قاعدة بيانات برودواي على الإنترنت (الإنجليزية)
- إليزابيث ويلش على موقع قاعدة بيانات برودواي على الإنترنت (الإنجليزية)
- إليزابيث ويلش على موقع قاعدة بيانات برودواي على الإنترنت (الإنجليزية)
- إليزابيث ويلش على موقع ديسكوغز (الإنجليزية)
- إليزابيث ويلش على موقع قاعدة بيانات الفيلم (الإنجليزية)